# Tryna Loules
Katerina „Tryna“ Loules (* 6. August 1986 in Bottrop), auch bekannt als Trynamite oder Trina, ist eine deutsche Sängerin und Songschreiberin.

## Karriere
Mit 16 Jahren nahm sie an der dritten Staffel von Popstars teil. Ein Jahr später nahm sie erneut teil. Der damalige Juror Lukas Hilbert ist seit 2014 ihr Ehemann und Produzent.
2005 sang sie den Titel Kommt meine Liebe nicht bei dir an im Duett mit Hilbert, der Rang 18 in den deutschen Charts erreichte. Im November 2006 sang sie – erneut im Duett mit Hilbert – den Titel Ganze Welt, der auf Rang 30 der deutschen Single-Charts stieg.
Im April 2010 erschien ihre erste Solo-Single Scheiß Männer.
Nachdem es vorerst ruhig um Tryna wurde, beschloss das niederländische DJ-Duo Showtek, das bereits mit ihrem Freund Hilbert zusammengearbeitet hat, einen Song mit ihr aufzunehmen. Daraus entstand das Lied Wasting Our Lives, das im Dezember 2014 als Single erschien. Es konnte bis auf Platz 32 der niederländischen Top-40-Charts vorrücken.
2018 beteiligte Loules sich als Liedtexterin an vier Liedern für Vanessa Mais fünftes Studioalbum Schlager. Darüber hinaus beteiligte sie sich bei fünf Liedern als Backgroundsängerin. Bereits ein Jahr zuvor schrieb sie das Lied Schönster Moment für Mais viertes Studioalbum Regenbogen.

## Privatleben
Sie wohnt mit Lukas Hilbert zusammen in Los Angeles. 2014 fand die Hochzeit der beiden statt und Hilbert nahm den Namen Loules an.